# 매혹당한 사람들 (1971년 영화)
매혹당한 사람들(The Beguiled)은 미국에서 제작된 돈 시겔 감독의 1971년 드라마, 전쟁 영화이다. 클린트 이스트우드 등이 주연으로 출연하였고 돈 시겔 등이 제작에 참여하였다.

## 출연

### 주연
- 클린트 이스트우드
- 제라르딘 페이지

### 조연
- 엘리자베스 하트먼
- 조 앤 해리스
- 달린 카
- 매 메르세
- 파멜린 페르딘
- 멜로디 토마스 스콧
- 페기 드리어
- 찰리 브릭스
- 조지 던
- 찰스 마틴
- 맷 클라크
- 패트릭 컬리턴
- 버디 밴 혼

## 제작진
- 협력프로듀서: 클로드 트레버즈
- 미술: 테드 하워스
- 의상: 헬렌 콜빅